# Campeonato Potiguar de Futebol de 1985
O Campeonato Potiguar de Futebol de 1985 foi a 66ª edição do certame, vencida pelo Alecrim Futebol Clube. A equipe alviverde ganhou os dois últimos turnos da competição, acabando por fazer a final com o América, que tinha ganho o primeiro. Na final, o Alecrim venceu por 2 a 0,[carece de fontes?] gols de Freitas e Odilon, já no finalzinho do jogo. A decisão ocorreu no dia 1° de dezembro, levou 12 mil pessoas ao antigo Castelão e quebrou um tabu, nos times da capital, de dezessete anos sem o gostinho de um título. Além do título, o Alecrim teve o artilheiro da competição: Curió, com 10 gols.

## Clubes participantes
Campeonato disputado por :
- ABC Futebol Clube - Natal
- Alecrim Futebol Clube - Natal
- América Futebol Clube - Natal
- Associação Cultural Esporte Clube Baraúnas - Mossoró
- Associação Cultural e Desportiva Potiguar - Mossoró
- Clube Atlético Potiguar - Natal
- Riachuelo Atlético Clube - Natal

## Final
JOGO FINAL:
Alecrim 2 x 0 América
Gols: Freitas (37/2º) e Odilon (42/2º)
Local: Estádio Castelão (Natal/RN)
Data: 01 de dezembro de 1985
Árbitro: Édson Alcântara de Amorim (MG)
Renda: Cr$ 111.304.000,00
Público: 12.572
Alecrim: César; Saraiva, Lúcio Sabiá, Ronaldo e Soares; Carlos Alberto, Edmo e Didi Duarte; Curió, Freitas (Baíca) e Odilon (Romildo). Técnico: Ferdinando Teixeira.
América: Eugênio; Luis Antônio, Édson, Romildo e Júlio César; Gílson Sergipano, Souza Carioca e Valério; Capanema, Eusébio e Gilson Gênio (Ramos). Técnico: Paulo Mendes.